# Різанина у Дейр-Ясіні

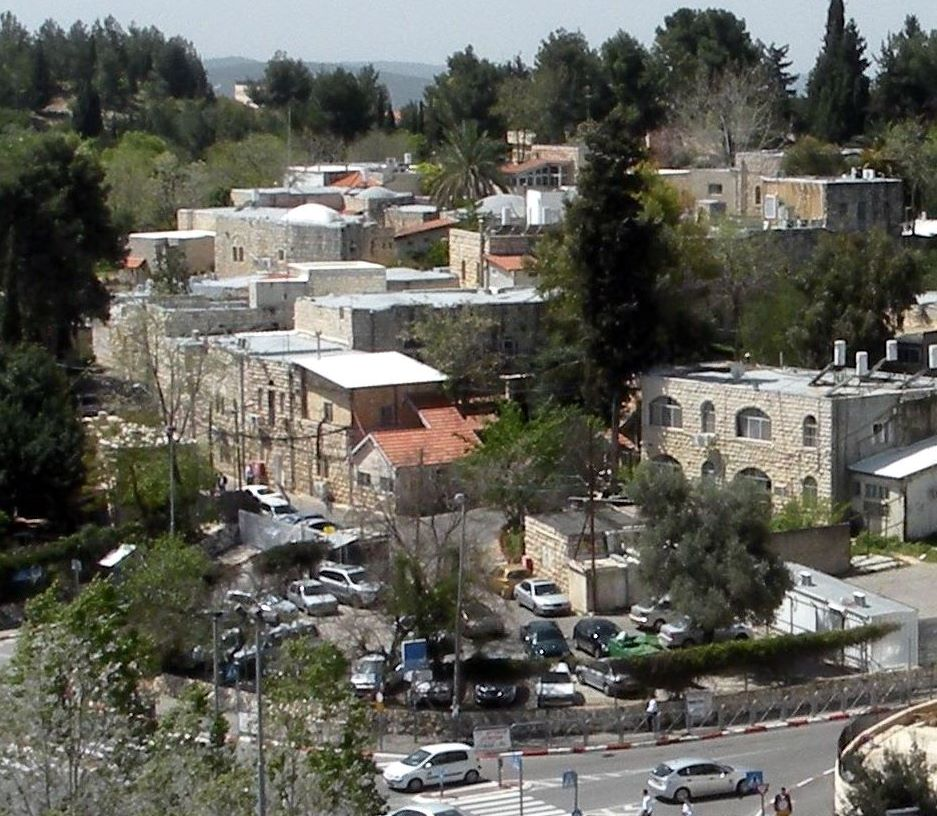
Сучасний вигляд Дейр-Ясіну в Ізраїлі

Різанина у Дейр-Ясіні — вбивство мирних жителів палестинського села Дейр-Ясін ізраїльськими збройними угрупуваннями Іргун і Лехі 9 квітня 1948 року. Кількість загиблих за різними даними коливається між 100 і 250 людей. Різанина у Дейр-Ясіні мала велике значення, оскільки чутки про скоєння в майбутньому подібних масових вбивств призвели до втечі тисяч палестинців зі своїх земель.

## Історичне підґрунтя
Різанина у Дейр-Ясіні відбулася на тлі фактичної громадянської війни між єврейськими поселенцями і арабами у Палестині, яка на той час ще знаходилася під британським мандатом. Вивід британських військ планувався на 15 травня 1948 року. Операція по захопленню Дейр-Ясіна була частиною значно ширшої операції Нахшона, яка почалася 3 квітня і була націлена на зняття арабської блокади Єрусалиму та нейтралізації арабських сил навколо міста. У селі Дейр-Ясін на той час мешкало близько 600 арабських жителів. Хоча село мало стратегічне значення, через його близькість до Єрусалима, мешканці утримувалися від нападів на єврейські поселення, уклали договір про ненапад із сусіднім єврейським поселенням і навіть утримували інших арабів від нападу із села.

## Різанина
Операцію Нахшона здійснювала сіоністська військова організація Хагана, яка на той час вже функціонувала як регулярна армія майбутньої єврейської держави. До цієї операції долучилися значно менші військові угрупування Іргун і Лехі, які обрали саме Дейр-Ясін для нападу. Загальна кількість ізраїльських військових становила 100-130 чоловік. Село не було беззахисним і певний час стримувало напад ізраїльтян, у боях загинуло 5 нападників і ще 30 зазнали поранень. Події у Дейр-Ясіні нічим би не відрізнялись від інших операцій, якби не жорстокість з якою були вбиті навіть ті, хто не брав участь у боях: жінки, діти. За даними ізраїльських істориків, були знищені цілі родини, підривалися будинки разом з їх мешканцями, захоплені у полон негайно страчувалися.
За даними Червоного Хреста загинуло близько 200 чоловік, жінок і дітей. Однак, за даними сучасних досліджень, вважається що загибло 107 людей. По закінченні битви за Дейр-Ясін, тих що вціліли, старих людей, жінок і дітей ізраїльтяни примусово виселили у східну, арабську частину Єрусалима.

## Значення
Наміри організаторів акції у Дейр-Ясіні досягли бажаного ефекту: палестинські араби почали масово залишати свої будинки і землі через побоювання стати жертвою наступної різанини, подібної до Дейр-Ясіну. Сучасні ізраїльські історики, такі як Бенні Морріс, називають різанину у Дейр-Ясіні "вирішальним фактором" прискорення виходу більш ніж 750 000 арабів з Палестини.
Події у Дейр-Ясіні також були одним з факторів, які спонукали інші арабські країни, наприклад, Єгипет розпочати військові дії проти молодої єврейської держави. У ширшому сенсі, разанина у Дейр-Ясіні стала психологічним прецедентом, як зовнішній світ, особливо в арабських країнах, почав сприймати відношення Ізраїлю до арабських мешканців Палестини.